# Schönau (Wutha-Farnroda)
Schönau is een dorp in de Duitse gemeente Wutha-Farnroda in  Thüringen. De gemeente maakt deel uit van het Wartburgkreis.  Het dorp wordt voor het eerst genoemd in een oorkonde uit 1247. In 1994 wordt Schönau samengevoegd met Wutha-Farnroda.